# Państwowa Inspekcja Gazownicza (PRL)
Państwowa Inspekcja Gazownicza – jednostka organizacyjna Ministerstwa Górnictwa, Ministerstwa Górnictwa Węglowego istniejąca w latach 1953–1972, powołana w celu zapewnienia racjonalnego i oszczędnego użytkowania gazu oraz zapobieżenia jego marnotrawstwu. Ponadto Inspekcja sprawowała nadzór i kontrolę nad przestrzeganiem przez zakłady przemysłowe wykorzystanie gazu mocnego (wysokokalorycznego), zapobiegała jego marnotrawstwu oraz kontrolowała  właściwe wykorzystanie urządzeń produkcyjnych, przesyłowych i pomiarowych w zakładach przemysłowych dostarczających i odbierających gaz.

## Powołania Inspekcji
Na podstawie uchwały Prezydium Rządu z 1953 r. w sprawie utworzenia Państwowej Inspekcji Gazowniczej ustanowiono Inspekcję. Powołanie Inspekcji pozostawało w związku uchwałą Prezydium Rządu z 1952 r. w sprawie zasad użytkowania gazu. Inspekcja wchodziła w skład Centralnego Zarządu Gazownictwa i podlega jego dyrektorowi.
Państwowa Inspekcja Gazownicza podlegała Ministrowi Górnictwa.

## Zadania Inspekcji
Zadaniem Inspekcji było:
- kontrola racjonalnego i oszczędnego wykorzystania gazu do celów przemysłowych, a w szczególności przestrzegania postanowień uchwały Prezydium Rządu z 1952 r. w sprawie zasad użytkowania gazu,
- kontrola produkcji gazu pod względem wykorzystania urządzeń produkcyjnych, przesyłowych i pomiarowych w zakładach przemysłowych.

## Wykonywanie kontroli
Kontrolę gospodarki gazem u odbiorców Inspekcja wykonywano przez sprawdzanie:
- stanu urządzeń odbiorczych gazu oraz sposobu ich działania;
- sposobu pomiaru oraz sposobu ewidencjonowania gazu;
- czy gaz jest pobierany zgodnie z przyznanymi limitami rocznymi, miesięcznymi i dobowymi oraz czy pobór gazu nie przekracza limitów szczytowych;
- prawidłowości gospodarki gazem, a zwłaszcza racjonalnego spalania gazu, wprowadzania usprawnień oraz ujawniania marnotrawstwa gazu;
- norm zużycia gazu, prawidłowości ich opracowania oraz ich przestrzegania;
- celowości i możliwości zastąpienia gazu innym paliwem;
- wykonania decyzji i zaleceń Przewodniczącego Państwowej Komisji Planowania Gospodarczego w sprawie zezwoleń na dalsze użytkowanie gazu oraz zapewnienia dostaw gazu dla inwestycji.

Kontrolę gospodarki gazem u dostawców gazu do sieci dalekosiężnej Inspekcja wykonywała przez sprawdzanie zgodności obliczania ilości gazu oddawanego do sieci dalekosiężnej z zasadami racjonalnej gospodarki gazem. Dostawcy i odbiorcy gazu obowiązani byli umożliwić organom Inspekcji wgląd do wszelkich materiałów dotyczących gospodarki gazem oraz ułatwić dostęp do wszelkich urządzeń gazowych, znajdujących się na terenie kontrolowanych zakładów.

## Kontrola i nadzór Inspekcji z 1954 r.
Nadzór i kontrola obejmowała w szczególności:
- kontrolę wykonania zarządzeń właściwych organów w sprawie dostawy i użytkowania gazu;
- sprawdzanie stanu, sposobu działania i stopnia wykorzystania urządzeń produkcyjnych, przesyłowych, pomiarowych i odbiorczych gazu oraz sposobu ich eksploatowania;
- sprawdzanie sposobu pomiaru i ewidencjonowania gazu;
- sprawdzanie u dostawców zgodności ilości gazu oddawanego do użytku z technicznymi możliwościami dostawcy, wynikającymi z racjonalnej gospodarki gazem;
- kontrolę zgodności poboru gazu z przyznanymi przydziałami;
- kontrolę racjonalnego użytkowania gazu i wprowadzenia usprawnień u odbiorców i dostawców;
- kontrolę zgłaszanych zapotrzebowań gazu;
- kontrolę wykorzystania gazów słabych (niskokalorycznych) i urządzeń do ich produkcji w zakładach, które produkują lub są odbiorcami gazów mocnych, oraz kontrolę możliwości zastąpienia gazu mocnego innym paliwem.

## Uprawnienia Inspekcji z 1954 r.
Organy Państwowej Inspekcji Gazowniczej przy wykonywaniu kontroli mieli prawo wstępu do zakładów przemysłowych użytkujących lub dostarczających gaz. Dostawcy i odbiorcy gazu zobowiązani byli na żądanie organów Inspekcji  udostępnić im wszelkie materiały dotyczące gospodarki gazem oraz ułatwić dostęp do wszelkich urządzeń gazowych.
W przypadku stwierdzenia w czasie kontroli rażącego uchybienia w zakresie prawidłowości gospodarki gazem organ Państwowej Inspekcji Gazowniczej mógł - w celu zapobieżenia grożącemu niebezpieczeństwu lub poważnej szkodzie - wystąpić do kierownika kontrolowanego zakładu przemysłowego z wnioskiem o wydanie doraźnych zarządzeń w sprawie natychmiastowego usunięcia stwierdzonych uchybień.

## Zniesienie Inspekcji
Na podstawie uchwały Rady Ministrów z 1972 r. w sprawie utraty mocy obowiązującej niektórych uchwał Rady Ministrów, Prezydium Rządu, Komitetu Ekonomicznego Rady Ministrów i Komitetu Ministrów do Spraw Kultury, ogłoszonych w Monitorze Polskim zlikwidowano Inspekcję.